# Geelbuikrosella
De geelbuikrosella (Platycercus caledonicus) is een vogel uit de familie Psittaculidae (papegaaien van de Oude Wereld).

## Verspreiding en leefgebied
Deze soort is endemisch op Tasmanië en telt twee ondersoorten:
- P. c. caledonicus: Tasmanië en Flinderseiland.
- P. c. brownii: Kingeiland (Straat Bass).

## Status
De grootte van de populatie is niet gekwantificeerd maar de soort wordt omschreven als algemeen in zijn kleine verspreidingsgebied. Op de Rode lijst van de IUCN heeft deze soort de status niet bedreigd.